# Neobisium davidbengurioni
Espèce
Neobisium davidbengurioni est une espèce de pseudoscorpions de la famille des Neobisiidae.

## Distribution
Cette espèce est endémique du Monténégro. Elle se rencontre sur le mont Durmitor dans les grottes Jama u Vjetrenim et Zelenovirska Pećina.

## Description
Le mâle holotype mesure 4,22 mm et la femelle paratype 4,20 mm. Ce pseudoscorpion est anophtalme.

## Étymologie
Cette espèce est nommée en l'honneur de David Ben Gourion.

## Publication originale
- Ćurčić, Dimitrijević, Ćurčić, Tomić & Ćurčić, 2004 : On some new high altitude, cave, and endemic pseudoscorpions (Pseudoscorpiones, Arachnida) from Croatia and Montenegro. Acta Entomologica Serbica, vol. 7, p. 83-110.